# Agrilus campana
Agrilus campana – gatunek chrząszcza z rodziny bogatkowatych i podrodziny Agrilinae.

## Taksonomia
Gatunek ten opisany został po raz pierwszy w 2018 roku przez Eduarda Jendeka i Oto Nakládala na łamach Journal of Asia-Pacific Entomology. Jako miejsce typowe wskazano okolice Phôngsali w prowincji Phôngsali na północy Laosu. Epitet gatunkowy oznacza po łacinie „dzwon” i odnosi się do kształtu przedplecza.

## Morfologia
Chrząszcz o wydłużonym, klinowatym w zarysie, wysklepionym ciele długości od 4,1 do 5 mm, z wierzchu jednobarwnym. Głowa pozbawiona jest wcisku środkowego, ma powierzchownie rzeźbione ciemię, o połowę od niego węższe oczy i piłkowane począwszy od czwartego członu czułki. Czoło samców jest złocistozielone, samic zaś karminowe. Poprzeczne, dzwonkowate przedplecze ma wystający przed przednie kąty, szeroko łukowaty płat przedni, proste, a przed ostrymi kątami tylnymi zafalowane brzegi boczne, a żeberka boczne zbieżne i połączone. Na powierzchni przedplecza występuje wcisk środkowy ograniczony do jego tylnej połowy. Pokrywy pozbawione są żeberek barkowych i mają wyraźnie osobno ukośnie prawie ścięte lub prawie łukowate wierzchołki z wystającymi kątami przyszwowymi. Owłosienie na pokrywach układa się w paski. Przedpiersie ma duży płat przedni z wąsko, głęboko, łukowato wykrojoną krawędzią oraz lekko rozszerzony wyrostek międzybiodrowy o prostych brzegach bocznych i rozwartych kątach. Wyrostek zapiersia jest wklęśnięty. Wierzchołkowa krawędź pygidium jest łukowata. Ostatni sternit odwłoka ma łukowato zafalowany wierzchołek. Samiec ma symetryczny edeagus o płacie środkowym znacznie szerszym niż paramery.

## Rozprzestrzenienie
Owad orientalny, endemiczny dla Laosu, znany tylko z lokalizacji typowej w prowincji Mae Hong Son. Stwierdzony został na rzędnych 1500 m n.p.m.